# Socket 6
El Socket 6 es un zócalo de CPU usado para conectar un microprocesador Intel 486 en la placa base de un ordenador. Es una versión mejorada del Socket 3. Este tendría 235 pines, funcionaría a 3.3V, y estaría destinado a tecnologías 486.
Tuvo el inconveniente de que Intel definió el estándar al momento en que los Pentium habían dejado obsoleta dicha tecnología. Por este motivo ningún fabricante de placas madre de PC quiso incluirlo en sus diseños, por lo tanto jamás salió a la luz.
- Datos: Q1088905